# Лившин, Иосиф Моисеевич
Иосиф Моисеевич Лившин (29 мая 1924 — 1986) — советский шахматист, мастер спорта СССР (1954). Экономист.

## Биография
Участник чемпионата СССР 1954 г. (после дележа 1—2 мест с С. А. Фурманом в полуфинальном турнире).
Чемпион Таджикской ССР 1952 г.
В составе сборной Москвы бронзовый призер командного чемпионата СССР 1953 г.
Член ВФСО «Динамо».
Участник Великой Отечественной войны, кавалер ордена Красной Звезды (1944).
Автор ряда научных работ на тему автоматизированного планирования и обработки данных.
Вместе с родителями похоронен в колумбарии Нового Донского кладбища.

## Спортивные результаты
| Год  | Город          | Соревнование                                                        | + | −  | = | Результат | Место         |
| ---- | -------------- | ------------------------------------------------------------------- | - | -- | - | --------- | ------------- |
| 1952 |                | Чемпионат Таджикской ССР                                            |   |    |   |           | 1             |
|      | Москва         | Четвертьфинал 21-го чемпионата СССР                                 |   |    |   | 9½ из 15  | 4—6           |
| 1953 | Ростов-на-Дону | Полуфинал 21-го чемпионата СССР                                     | 9 | 3  | 3 | 10½ из 15 | 1—2           |
|      | Ленинград      | Командное первенство СССР (сборная Москвы, 3-я доска)               | 0 | 3  | 4 | 2 из 7    | Команда — 3-я |
| 1954 | Киев           | 21-й чемпионат СССР                                                 | 4 | 11 | 4 | 6 из 19   | 19            |
| 1956 | Москва         | Чемпионат Москвы                                                    |   |    |   |           | [ 10 ]        |
|      | Харьков        | Полуфинал 24-го чемпионата СССР                                     | 3 | 10 | 5 | 5½ из 18  | 17—18         |
| 1959 |                | Матч с М. М. Юдовичем-младшим (квалификационный, на звание мастера) | 1 | 2  | 2 | 2 : 3     |               |

## Публикации
- Автоматизированные системы планирования, организации и управления строительством / Науч. ред. И. М. Лившин, Н. М. Шестопал. Рига: ГИПРОТИС Госстроя СССР, 1968. — 155 с.
- Оперативное планирование и управление строительством в генподрядном общестроительном тресте. М.: ГИПРОТИС — Госстрой СССР, 1969.
- Организация работы диспетчерской службы генподрядного общестроительного треста. М.: ГИПРОТИС — Госстрой СССР, 1969 и 1970.
- Методика прохождения оперативной информации в органах управления. М.: ГИПРОТИС — Госстрой СССР, 1972.
- Система сбора и автоматизированной обработки информации о ходе строительства промышленных объектов. М.: ГИПРОТИС — Госстрой СССР, 1974.